# Afrogarypus monticola
Afrogarypus monticola es una especie de arácnido del orden Pseudoscorpionida de la familia Geogarypidae.

## Distribución geográfica
Se encuentra en África Central.